# Acrothamnus suaveolens
Acrothamnus suaveolens är en ljungväxtart som först beskrevs av Joseph Dalton Hooker, och fick sitt nu gällande namn av Christopher John Quinn. Acrothamnus suaveolens ingår i släktet Acrothamnus och familjen ljungväxter. Inga underarter finns listade i Catalogue of Life.